# Dresden, Ontario
Dresden är en ort i Kanada.   Den ligger i provinsen Ontario, i den sydöstra delen av landet, 600 km sydväst om huvudstaden Ottawa. Dresden ligger 182 meter över havet och antalet invånare är 2 800.
Terrängen runt Dresden är mycket platt. Närmaste större samhälle är Wallaceburg, 16,8 km väster om Dresden. 
Trakten runt Dresden består till största delen av jordbruksmark. Runt Dresden är det glesbefolkat, med 15 invånare per kvadratkilometer.